# Bryce Hoppel
Bryce Hoppel (ur. 5 września 1997 w Midland) – amerykański lekkoatleta specjalizujący się w biegach średniodystansowych, głównie na 800 i 1000 m. Absolwent uczelni University of Kansas.

## Osiągnięcia
W roku 2024, w Glasgow zdobył złoty medal na halowych mistrzostwach świata w lekkoatletyce w biegu na 800 m mężczyzn. Dwa lata wcześniej, podczas halowych mistrzostw świata w Belgradzie, zdobył brązowy medal w biegu na 800 m. Trzykrotnie z rzędu (lata: 2020, 2022, 2023), zdobywał tytuł halowego mistrza USA w biegu na 800 m.

## Rekordy życiowe
źródło:

### indywidualnie
- 400 m – 47,68 s (Lawrence, 01.05.2021)

- 800 m – 1.41,67 s (Paryż, 10.08.2024) – 7. wynik w historii światowej lekkoatletyki
- 1000 m – 2.15,99 s (Monako, 10.08.2022) – 5. wynik w historii amerykańskiej lekkoatletyki
- 1500 m – 3.42,62 s (Eugene), 24.04.2021)
- 1 mila – 4.09,95 s (Lincoln, 20.01.2018)

### w sztafetach
- 4x400 m – 3.05,65 s (Waco, 13.05.2018)
- 4x800 m – 7.29,96 s (Austin, 01.04.2017)